# DIN 6923
DIN 6923 er en DIN-Standard for en Flangemøtrik.
DIN 6923 bliver erstattet med EN 1661.
| Gevind         |  | M5   | M6   | M8   | M10  | M12  | M14  | M16  | M18  |
| -------------- |  | ---- | ---- | ---- | ---- | ---- | ---- | ---- | ---- |
| Gevindstigning |  | 0,8  | 1    | 1,25 | 1,5  | 1,75 | 2    | 2    | 2,5  |
| Nøglevidde S:  |  | 8    | 10   | 13   | 15   | 18   | 21   | 24   | 30   |
| Flangedia. Dc: |  | 11,8 | 14,2 | 17,9 | 21,8 | 26   | 29,9 | 34,5 | 42,8 |
| Højde M:       |  | 5    | 6    | 8    | 10   | 12   | 14   | 16   | 20   |